# Gerlach Westhoff
Gerlach Westhoff (* unbekannt in Unna; † 1582 in der Nähe von Liesborn) war von 1554 bis 1582 Abt des Benediktinerklosters Liesborn.

## Leben
Gerlach Westhoff stammt aus Unna und wurde im Kloster Liesborn erstmals 1545 als Kapellan der Abtei genannt. In seiner weiteren Zeit in Liesborn ist er zunächst 1550 Prior, dann 1552 Pastor an der Pfarrkirche in Liesborn und wird am 21. Juni 1554 zum Abt gewählt und am 5. Juli vom Bischof geweiht. Schon kurze Zeit später wird Gerlach Teil einer bischöflichen Kommission zur Visitation der Benediktinerklöster im Bistum Münster. Außerdem war er im geheimen Rat des Bischofs. Durch diese Tätigkeiten war er auf vielen Reisen, was durch Abwesenheit im Kloster zu einer Unsittlichkeit geführt hat.
In Chroniken wird unterschiedlich über Abt Gerlach Westhoff berichtet. Einerseits soll er ein Liebhaber der Wissenschaft gewesen sein und sich besonders gut um die Bibliothek gekümmert haben. Andererseits soll er dem Protestantismus zugeneigt gewesen sein, so dass er sich entsprechende sowie humanistische Schriften besorgt habe. Gerlach Westhoff habe schlecht gewirtschaftet und dem Kloster mit seinem Tod 13.000 Taler Schulden hinterlassen. Diese Wirtschaft soll den Grund zum Verfall des Klosters gelegt haben.
Nach einigen Jahren der Schwäche ist Abt Gerlach Westhoff am 21. oder 22. August 1582 in einem Reisewagen von Vinnenberg kommend zwischen Oelde und Liesborn oder zwischen Oelde und Herzebrock verstorben.